# STS-106

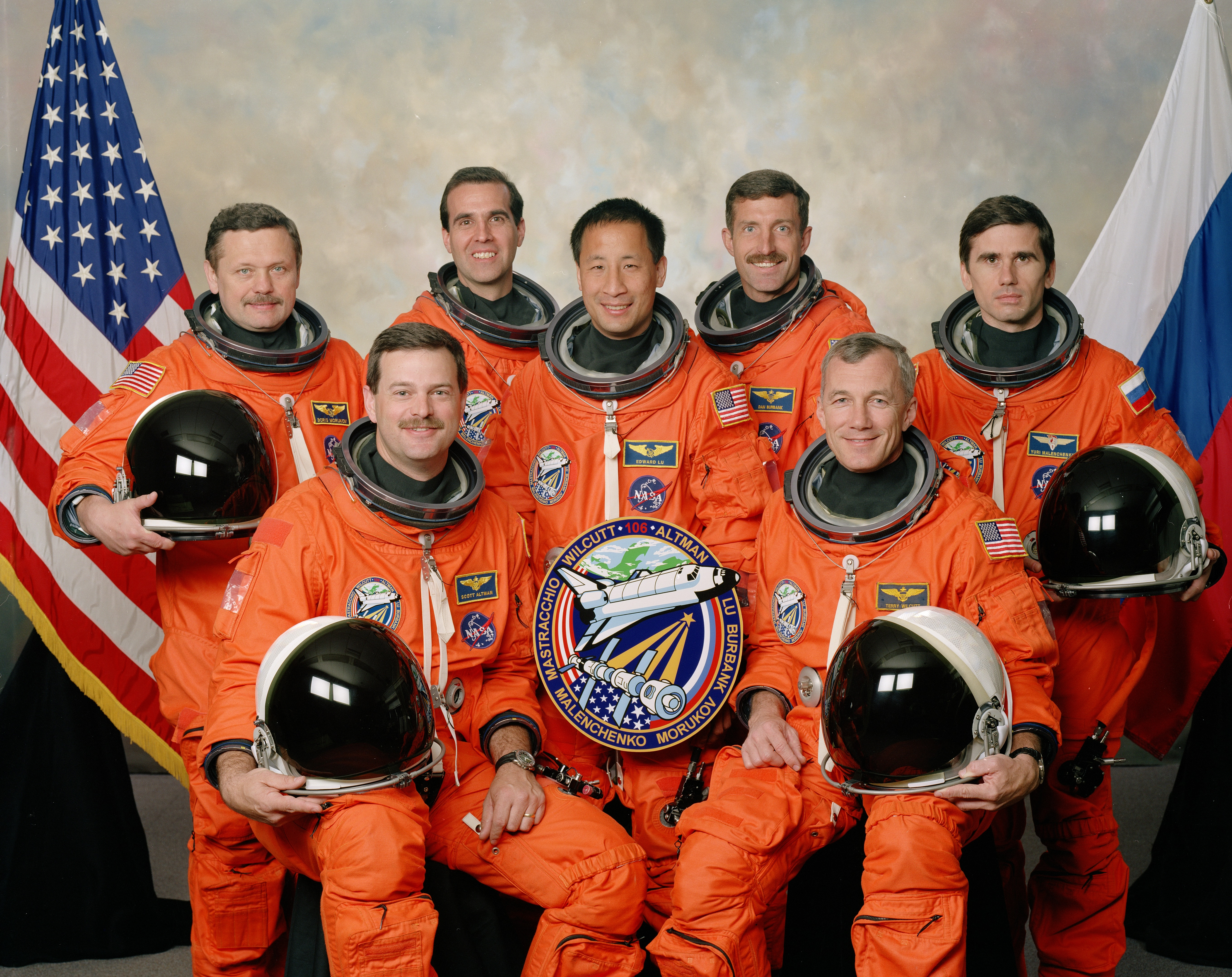
Екіпаж STS-106: спереду ліворуч Скотт Альтман, Терренс Уілкатт, позаду ліворуч Борис Моруков, Річард Мастраккіо, Едвард Лу, Деніел Бербенк, Юрій Маленченко

STS-106 — четвертий політ шатла за програмою Міжнародної космічної станції. У вантажному відсіку шатла розташовувався подвійний транспортний модуль «Спейсхаб» в якому були розміщені матеріали та обладнання, що доставляється на станцію.

## Екіпаж
- Терренс Уілкатт (4-й космічний політ) командир екіпажу
- Скотт Альтман (2), пілот
- Деніел Бербенк (1), спеціаліст польоту
- Едвард Лу (2), фахівець польоту
- Річард Мастраккіо (1), спеціаліст польоту
- Юрій Маленченко (2) спеціаліст польоту
- Борис Моруков (1) спеціаліст польоту

В екіпажі шатла два російських космонавти. В екіпажі три новачки космічних польотів.

## Місія
У ході польоту МКС-2A.2b вантажі доставлялися за допомогою подвійного модуля «Спейсхаб» і інтегрованого вантажного модуля (ICC). Місія також передбачала вихід у відкритий космос.
Для командира Терренса Уілкатта, який очолював екіпаж із 7 осіб, це був 2-й політ на «Шатлі» і 4-й — у космос. Під час запланованої 11-денної місії Уілкатт із членами екіпажу повинні були провести тиждень на МКС і розвантажити подвійний модуль «Спейсхаб», пристикований до корми «Атлантіса» і російський корабель «Прогрес М-1», пристикований до модуля «Звєзда». «Звєзда», пристикована 26 липня, послужила екіпажу первинним житловим відсіком і стала найважливішим вкладом Росії в проєкт МКС.
Метою польоту були підготовка «Звєзди» до прийому першого постійного екіпажу, відомого як «Експедиція», який повинен був відправитися восени 2000-го, а також початок постійної присутності людей на станції. Указаний екіпаж у складі командира «Експедиції» Біла Шеферда, командира «Союзу» Юрія Гидзенко, а також інженера Сергія Крикальова відправився в 4-місячний політ на МКС 31 жовтня 2000 року з космодрому «Байконур» в Казахстані.

## Третій день польоту
На третій день польоту Едвард Лу і Юрій Маленченко, для яких це був другий політ у космос, здійснили вихід у відкритий космос, який тривав 6 годин 14 хвилин. Їхньою метою були прокладання дев'яти силових і сигнальних кабелів між модулями «Звєзда» і «Зоря», а також встановлення магнітометра завдовжки 1,8 м. Магнітометр повинен був послужити тривимірним компасом і допомогти понизити витрату палива «Звєзди», передаючи в комп'ютери модуля дані про положення відносно Землі.

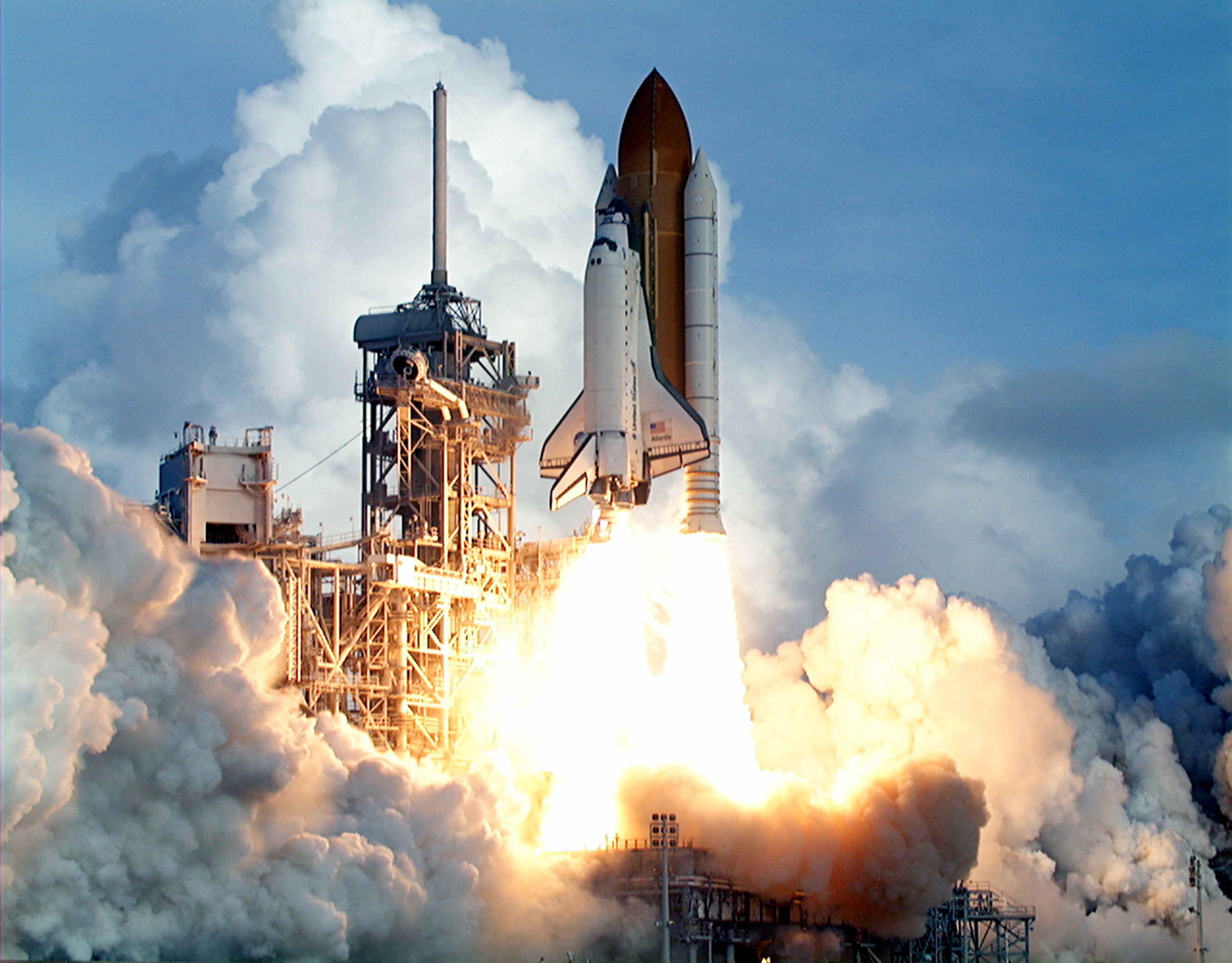
Зліт «Атлантіс». Початок місії STS-106.

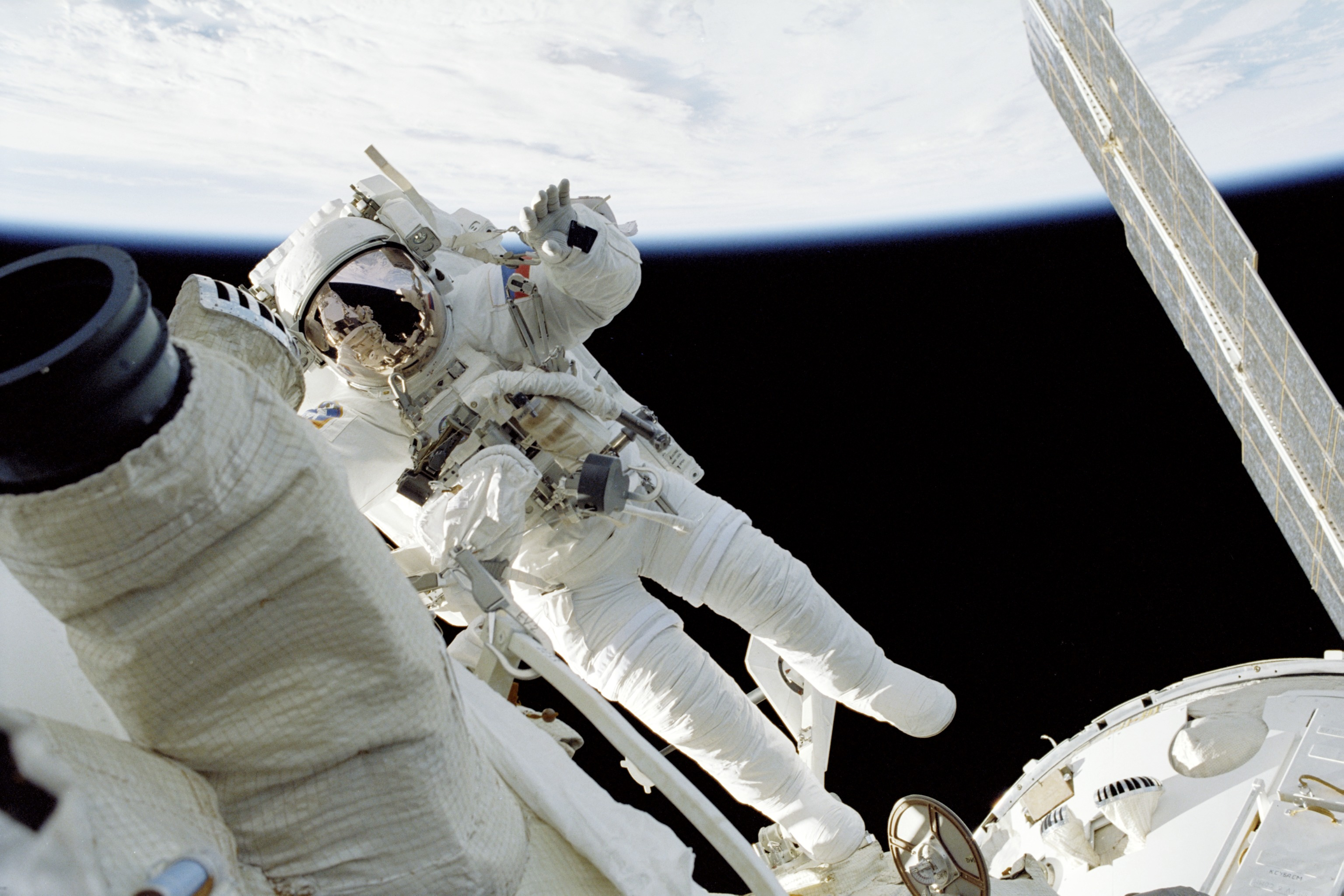
Космонавт Маленченко у відкритому космосі

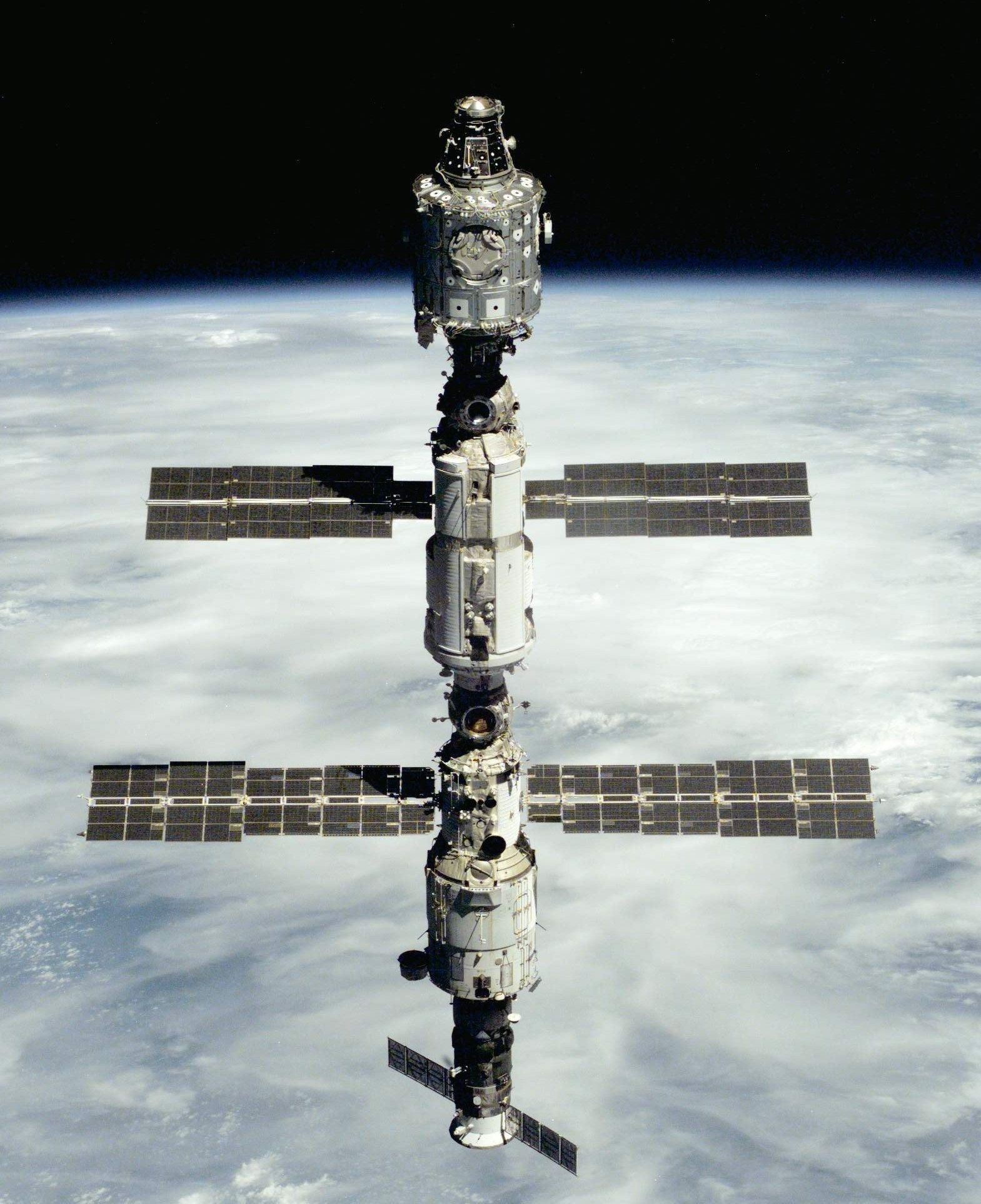
Краєвид від «Атлантіса» — Міжнародна космічна станція, модули «Юніті», «Заря» або «Зірка», «Звєзда»

За допомогою тросів і перил Лу і Маленченко пройшли 30 м — це максимум, на який виходила прив'язана тросом людина за межі корабля. Під час робіт за допомогою робота-маніпулятора у вигляді руки їм сприяли Бербенк і Мастраккіо. Цей вихід в космос був 6-м в ході будови МКС і 50-м в історії «Шатлів». Також це був другий спільний американо-російський вихід у космос — перший зробили астронавт Скотт Паразинський та космонавт Володимир Титов у жовтні 1997-го з «Атлантіса», пристикованого до космічної станції «Мир» в ході місії STS-86. Лу, позивний EV 1, носив скафандр, помічений червоними смужками, а Маленченко, EV 2, — білий без смужок. Для Лу це був перший вихід у космос, а Маленченко вже здійснював кілька виходів загальною протяжністю 12 годин під час 4-місячного перебування на станції «Мир» у 1994 році. Ден Бербенк, для якого це був перший політ у космос, виконував роль «space walk choreographer».
Рік Мастраккіо, також новачок у космосі, був основним оператором побудованої в Канаді руки-маніпулятора, якою він переміщав Лу і Маленченко по МКС під час монтажних робіт. Його підміняв пілот Скотт Альтман, для якого це був другий політ в космос.
Космонавт Борис Моруков (перший політ в космос) відповідав за розвантаження «Прогресу» в ході фази стикування.

## Четвертий день польоту
На четвертий день польоту команда увійшла на МКС, після чого й почалося розвантаження понад трьох тонн устаткування і припасів. Екіпаж «Атлантіса» — перші, хто побачив російську «Звєзду» зсередини з моменту її запуску з космодрому Байконур у липні. Також за допомогою реактивної системи управління шатла станція була переведена на більш високу орбіту.
Роботи по розвантаженню продовжилися до п'ятого дня, але оскільки витратні матеріали на шатлі зберігалися на досить високому рівні, керівництво польотом ухвалило рішення продовжити місію ще на день.

## 5—7-й дні польоту
Під час 5-го дня зокрема були встановлені ще три батареї на «Зірці», яку в цілях зниження злітної маси запускали з п'ятьма батареями замість восьми.
Лу і Маленченко займались установкою стабілізаторів напруги і струму на «Звєзді». Також була встановлена система «Електрон», призначена для розкладання води на кисень і водень.
Екіпаж завантажив на станцію близько трьох тонн спорядження, включаючи шість 450-кг ємностей з водою, їжу для першого постійного екіпажу, а також пилосос, комп'ютер і інше.
Загалом астронавти провели 5 днів 9 годин і 21 одну хвилину всередині станції. Уілкотт з Алтьманом провели серію маневрів, переклали станцію на нову орбіту і збільшили середню висоту на 23 км. Через 7 днів 21 годину і 54 хвилини з моменту стикування «Атлантіс» відокремився о 23:46 за північноамериканським східним часом, відлетів на відстань близько 140 м і здійснив подвійний обліт МКС.
Командир Тері Уілкотт направив «Атлантіс» на посадку о 2:56 за центральним поясним часом, чим завершив політ довжиною 7,9 млн км, під час якого на МКС було доставлено понад три тонн вантажів. Посадка «Атлантіса» була 23-ю підряд посадкою шатла на космодромі у Флориді і 30-ю на мисі з останніх 31 польотів.
Серед іншого, «Атлантис» доставив на МКС першу радіостанцію любительського діапазону, якою згодом користувалися учасники першої експедиції.